# 小行星59800
小行星59800（59800 Astropis）是一颗绕太阳运转的小行星，为主小行星带小行星。该小行星于1999年8月14日发现。
該小行星以捷克天文雜誌《Astropis》命名。

## 轨道参数
小行星59800的轨道半长轴为2.6139424 UA，离心率为0.078。